# Melitturga caudata
Melitturga caudata é uma espécie de insetos himenópteros, mais especificamente de abelhas pertencente à família Apidae.
A autoridade científica da espécie é Perez, tendo sido descrita no ano de 1879.
Trata-se de uma espécie presente no território português.